# 선물 (드라마)
《선물》은 2002년 2월 27일부터 2002년 4월 25일까지 방송된 MBC 수목미니시리즈이다.

## 시놉시스
'선물' 꿈을 가진 젊은이들이 자기의 방식과 감성으로 목표를 향해 접근해 나갈 때 그들의 삶을 때로는 힘솟게, 때로는 절망에 빠지게 하는 가족이란 유대틀 속에서 어떻게 "사랑"이란 신의 선물을 가지고 조화롭게 성취를 이뤄나가는지를 보여주는 드라마.
휴먼 감동 드라마 핏줄로 얽히지 않은 가족이, 핏줄보다 강한 아름다운 사랑과 휴머니즘을 그리는 감동 드라마.
신선한 사랑 이야기 꿈과 목표를 찾아가는 젊은이들이 어우러져 만드는 신선하면서도 애절하고 아름다운 사랑이야기.

## 등장 인물
- 송윤아 : 김혜진 역
- 박정철 : 이창준 역
- 손지창 : 오경식 역
- 김지영 : 유미란 역
- 박시은 : 오경희 역
- 송재호 : 김성재 역
- 양금석 : 민수련 역
- 이순재 : 유동욱 역
- 조영미 : 은우 역
- 김신일 : 홍근 역
- 이준 : 김준홍 역
- 김윤성 : 장두식 역
- 맹세창 : 김윤식 역
- 이세영 : 김다희 역
- 김영찬 : 김민호 역
- 권오민 : 김성수 역
- 이규호
- 정욱
- 신동미